# Capitán Marvel (Khn'nr)
Khn'nr es un personaje extraterrestre ficticio que aparece en los cómics estadounidenses publicados por Marvel Comics. Es un agente durmiente Skrull que se hace pasar por el Kree Capitán Mar-Vell (también conocido como Capitán Marvel).
El cambiaforma Skrull Khn'nr se une con el ADN de Mar-Vell para bloquear su cuerpo en forma de Mar-Vell y réplicas tecnológicos dados de los Kree Nega-Bandas. Sin embargo, su acondicionamiento mental fue fallido, causando que la personalidad de Khn'nr se borrara y dejara a la persona de Mar-Vell dominante. Aunque parte de la invasión Skrull de la Tierra, este Capitán Marvel decide luchar contra los invasores Skrull.

## Historial de publicación
En 2007, Mar-Vell supuestamente regresó al Universo Marvel durante la trama de Civil War de Marvel. Hizo su aparición en el one-shot de "Civil War: The Return", en una historia escrita por Paul Jenkins. Más tarde se reveló que se trataba de un Skrull llamado Khn'nr durante la miniserie de Captain Marvel de 2008, que surgió de los acontecimientos de su aparición en Civil War.

## Biografía del personaje ficticio
Como parte de la Invasión Secreta de Skrull, un Skrull de cambio de forma llamado Khn'nr fue encerrado en la forma de Mar-Vell, el primer Capitán Marvel y recibió réplicas tecnológicas de las Nega Bandas Kree para replicar los poderes del Capitán Marvel. Khn'nr recibió implantes de memoria para convertirlo en un agente durmiente haciéndole creer que supuestamente era el Capitán Marvel hasta el momento de la invasión, cuando se activaría un desencadenante psicológico para devolverlo a su personaje Skrull.
El verdadero Mar-Vell murió de cáncer para explicar su regreso después de la muerte, se implantó un falso recuerdo en el Skrull Mar-Vell para hacerle creer que había encontrado una arruga en el espacio-tiempo en el pasado, supuestamente causada por Tony Stark. Hank Pym y Reed Richards construyeron una prisión dentro de la Zona Negativa, que el Capitán Marvel tocó y fue transportada a través del tiempo a la Zona Negativa en la actualidad. Inicialmente, sin saber cómo abordar la situación, los héroes de la Tierra le revelaron la historia de Mar-Vell, pero también le ofrecieron un lugar en este nuevo futuro como guardián de su prisión, al menos hasta que, como implicaba Sentry, Mar-Vell regresaría a su pasado.
Más tarde se le llama para ayudar a los héroes que se reavivaron de él a favor del registro, en la batalla final de Civil War; sin embargo, al ver el caos que están causando, se marcha a Francia, donde pasa todo su tiempo observando una pintura de Alejandro Magno en el Louvre y contempla las similitudes de Alejandro consigo mismo. Esta pintura está destinada a ser su detonador psicológico, pero debido a un error en los métodos de los científicos Skrull, Mar-Vell retiene su personalidad y sus recuerdos antes de su cautiverio de Skrull en su totalidad. La mayor parte de la personalidad de Khn'nr había sido borrada accidentalmente como un subproducto del condicionamiento mental fallido. En consecuencia, la persona de Mar-Vell sigue siendo desafiantemente dominante.
Cuando los Skrull se dan cuenta de lo que sucedió, otros agentes Skrull que se hicieron pasar por supervillanos como Ciclón, Hombre de Cobalto y un equipo de soldados Kree intentaron sin éxito capturar al Capitán Marvel.
Cuando supo la verdad y se dio cuenta de su verdadera identidad, decide abrazar los recuerdos de Mar-Vell y rebelarse contra los Skrull y proteger a la Tierra de su invasión. Sin embargo, al mismo tiempo que los infiltrados Skrull atacan S.H.I.E.L.D., S.W.O.R.D., el Edificio Baxter y varias instalaciones de Stark Enterprises, el Capitán Marvel lanza un ataque en Montaña Thunderbolt, decidiendo que puede destruir algunas de las cosas que se ve como problemas en el mundo, como el gobierno sancionó a los supervillanos Thunderbolts, durante el ataque inicial de la invasión de los Skrull. Derrota a los Thunderbolts, dejando a Norman Osborn para convencer a Khn'nr de que solo él puede decidir quién es realmente, lo que lleva a Khn'nr a atacar la armada Skrull. Destruye a muchos de la flota, pero es atacado por un Super-Skrull y casi lo mata.
Apenas vivo después de su esfuerzo, logra estrellarse contra la Tierra, cruzando el camino de Noh-Varr, quien lo confunde brevemente con el Mar-Vell original. Antes de morir a causa de sus heridas, Khn'nr incita a Noh-Varr a continuar con el legado de Mar-Vell como el protector de la Tierra, marcando con sus últimas palabras a los Skrull como mentirosos y traidores, y pidiendo que Noh-Varr derrote a los Skrull y se ponga el manto del Capitán Marvel, lo que hace a Noh-Varr, uniéndose a los Vengadores Oscuros con ese nombre.

## Poderes y habilidades
Aunque es un Skrull, Khn'nr tiene los recuerdos, el conocimiento y las habilidades del Kree, Mar-Vell; presumiblemente, incluido el entrenamiento militar de Kree de Mar-Vell, que le da el dominio de todas las formas de combate sin armas de Kree, así como un amplio conocimiento de los vehículos y dispositivos tecnológicamente avanzados del Imperio Kree. Se desconoce si el condicionamiento mental fallido ha dejado a Khn'nr cualquiera de sus conocimientos previos de Skrull.
Los Skrull también desarrollaron réplicas tecnológicas de las Bandas Negras de Kree, aunque no se sabe si funcionan de la misma manera que la versión Kree que convirtió la energía psiónica de Mar-Vell en fuerza, un alto grado de impermeabilidad al daño, la capacidad de proyectar forzar explosiones, sobrevivir en el espacio y el poder de volar a velocidades más rápidas que la luz, las bandas le dan exactamente los mismos poderes. También son totalmente compatibles con los originales, como se ve cuando Ms. Marvel, armada con las Nega Bandas originales, puede desterrarlo en la Zona Negativa haciendo clic en su muñeca en la suya.

## Ediciones recogidas
Las historias principales donde se introdujo el personaje se han recopilado en un libro de bolsillo comercial:
| Título                                            | Material recogido                                   | ISBN                   | Fecha de publicación |
| ------------------------------------------------- | --------------------------------------------------- | ---------------------- | -------------------- |
| Secret Invasion: Captain Marvel - Trade paperback | Captain Marvel (vol. 6) #1-5, Civil War: The Return | ISBN 978-0-7851-2422-1 | 4 de febrero de 2009 |
| Captain Marvel: Secret Invasion - Hardcover       | Captain Marvel (vol. 6) #1-5, Civil War: The Return | ISBN 978-0-7851-3303-2 | 13 de agosto de 2008 |